# Östanhol
Östanhol är en by i Åsbygge fjärding i Leksands socken i Leksands kommun.
Byn omtalas första gången i skriftliga källor 1494 ('østen holenom'). I den äldsta skattelängden från 1539 finns endast en bonde upptagen. Mantalslängden 1668 upptar två hushåll, medan Holstensson karta från samma tid redovisar 3 gårdar. 1766 års mantalslängd upptar 10 gårdar, 1830 är hushållens antal 15. Karl-Erik Forsslund beskriver vid sitt besök i början av 1920-talet att byn då hade 22 gårdar.